# Bunter Block
Der Bunte Block, ursprünglich Buntes Viertel, ist eine Wohnsiedlung in Kaiserslautern. 

## Lage
Die Siedlung umfasst die Adressen Königstraße 54–82 (gerade Nummern), 71–85 (ungerade Nummern), Albert-Schweitzer-Straße 39, 41, 43, 45, Friedrich-Engels-Straße 1, Friedrich-Karl-Straße 2, Hartmannstraße 1, 3, 5, 19, 22, 24, Orffstraße 1, 2, 3, 4, 5, 6, 8, St. Marien-Platz 13 sowie Werderstraße 1–4. Die Anlage steht als städtebaulich und baukünstlerisch herausragendes Beispiel für den „stark geometrisch charakterisierten Stil der 1920er-Jahre“ unter Denkmalschutz.

## Geschichte
Die Anlage beiderseits der Königstraße westlich der Marienkirche, die sich auch in einige Nebenstraßen erstreckt, wurde zwischen 1919 und 1925 im Auftrag der städtischen Wohnungsbaugesellschaft (heute: „Gemeinnützige Bau AG“) zur Linderung der Wohnungsnot errichtet. Bereits vorhandene Bebauung verhinderte dabei die Entstehung einer geschlossenen Anlage. Die Federführung hatte Stadtbaudirektor Hermann Hussong, es waren aber auch die Architekten Eduard Brill, Alois Loch, Michael Miller und Philipp Spelger an Planung und Bau beteiligt.
Die im Zweiten Weltkrieg beschädigten Bauten wurden bis 1950 instand gesetzt, eine umfassende Restaurierung der Häuser mit Neuzuschnitt der Wohnungen und Sanierung des Wohnumfelds wurde 2005 abgeschlossen.

## Baustil
Die meist drei-, teils zweigeschossigen Putzbauten sind zu langgestreckten Zeilen mit jeweils einem gemeinsamen Dach zusammengefasst; die Eckbauten sind überhöht, die Fassaden sind durch Zwerchhäuser, Eingangsrisalite oder Erker gegliedert. Die Formensprache ist expressionistisch inspiriert (z. B. Treppengiebel, überhöhte Fenster u. a.). Die Häuser hatten ursprünglich einen Anstrich in kräftigen Farben, daher die volkstümliche Bezeichnung „Bunter Block“. 